# Statuia împăratului Traian din București

Statuia împăratului Traian, din București, este o operă a sculptorului Vasile Gorduz, amplasată de Primăria Capitalei pe treptele Muzeului Național de Istorie a României. Statuia expusă pe scările Muzeului de Istorie nu a fost finisată de Vasile Gorduz. Cel care i-a terminat lucrarea a fost un ucenic, Dragoș Neagoe, un arhitect din Crevedia.
Monumentul, dezvelit la 29 aprilie 2012, cu o înălțime de 2,15 metri, este turnat din aproximativ 500 de kilograme de bronz și îl reprezintă pe împăratul Traian, stând în picioare gol  (nud), ținând în brațe o vietate fantastică, rezultată din contopirea între Lupa Capitolina, cu trei țâțe, simbolizând latinitatea poporului român, din al cărei cap sucit spre stânga iese parcă fluturând un trup de șarpe, încercând să sugereze stindardul de luptă al dacilor, un dragon format prin îngemănarea a două animale: capul de lup și trupul de șarpe, reprezentând mitul genezei daco-romane a poporului român.
Pe soclul statuii, înalt exact cât o treaptă a scărilor monumentale ale muzeului, este prinsă o placă de alamă în care sunt săpate cuvintele:
| IMPERATOR TRAIANVS SCVLPTOR: VASILE GORDVZ |

## Istoric
Contractul de servicii artistice pentru Statuia Împăratului Traian, s-a încheiat conform OUG 34/2006, fiind invitați la negociere artiști plastici cu experiență în domeniu, iar la recomandarea academicianului Răzvan Theodorescu, a fost aleasă macheta lui Vasile Gorduz. Administrația Monumentelor și Patrimoniului Turistic a prevăzut în bugetul de venituri și cheltuieli pe anul 2009 transpunerea în bronz a monumentului "Împăratul Traian", având ca autor pe Vasile Gorduz, și a realizat aceste servicii conform contractului 16/2009, încheiat în baza Legii 8/1996 privind dreptul de autor și drepturile conexe. Deoarece Vasile Gorduz a decedat în 2008, macheta în ipsos a monumentului "Împăratul Traian", aflată în custodia Galeriilor Artmarkt SRL, a fost transpusă în material definitiv (bronz) de către artistul plastic Ioan Bolborea. Costul lucrării a fost de 200.000 de lei (TVA inclus).
Această sculptură nu este unicat, pentru că autorul a mai realizat încă două lucrări foarte asemănătoare cu cea dezvelită pe treptele Muzeului Național de Istorie, ele diferind, de fapt, doar prin forma și înălțimea soclului.
Una dintre statui se află la Sevilla. Inițial, statuia trebuia instalată în zona centrală a orașului spaniol, dar autoritățile locale au ales un loc mai ferit de ochii lumii, undeva la marginea Sevillei, pe malul Guadalquivirului, și au plasat-o între podurile Triana și Cachorro, unde privește spre apă. Instalată pe un soclu înalt, pe o alee îngustă, care se strecoară între soclul statuii și malul abrupt al râului, statuia este încadrată de doi portocali. Denumit "Ofranda lui Traian" (Lupoaica dacică), monumentul a fost instalat în 1993.
Soția autorului, sculptorița Silvia Radu, a declarant că sculptorul Vasile Gorduz a denumit monumentul „Dorul după o victorie care, dacă ar fi existat, ar fi însemnat neființa noastră“.
În Revista 22 nr. 40 (141) din 9-15 octombrie 1992 a fost publicat un articol destul de elogios, semnat de Dan Perjovschi, despre Statuia împăratului Traian din Sevilla, ce a servit ca prototip pentru Statuia împăratului Traian din București:
… sculptura-monument Împăratul Traian și nașterea poporului român a fost creată de Vasile Gorduz la comanda Ministerului Culturii. Sculptura face obiectul unui spectaculos troc cultural: în schimbul pavilionului românesc al Expoziției Mondiale de la Sevilla, care a fost finanțat și construit de Spania și apoi donat României, factorii de decizie din țară vor dona Sevillei sculptura creată de Vasile Gorduz. Această soluție in extremis (pentru a salva ceva din obrazul șifonat) se transformă prin calitatea monumentului într-un gest remarcabil.
Un alt exemplar al statuii este amplasat în curtea Academiei di Romania din Roma. Deși statuia a fost instalată în 1994, ea nu a fost finisată nici până în ziua de azi, dar trece aproape neobservată pentru cetățeni, fiind ascunsă în fundul grădinii, printre vegetația luxuriantă.

## Montareain situ

Statuia lui Traian, expusă între noiembrie 2011 și 2 mai 2012

Traian, nud și cu palmele căuș, întoarse în sus, într-o postură prea puțin imperială, a fost montat pe treptele muzeului încă din noiembrie 2011, iar statuia a fost acoperită cu folie, spre a o feri de priviri.
Miercuri, 2 mai 2012, i-a fost pusă în brațe împăratului și vietatea himerică. De fapt, lupoaica înțepenită într-un rigor mortis, pare că este în stare de levitație, iar împăratul ține mâinile întinse, parcă pregătit să o prindă, dacă ar înceta să leviteze. Poziția nefirească a lupoaicei se trage din faptul că sculptorul a folosit ca model o lucrare mai veche, din 1980, în care lupoaica stătea ferm pe un suport orizontal. Este vorba de „Junona" (o variantă autonomă a „poporului român" din grupul "Traian cu poporul român în brațe", cum se mai numește lucrarea de la Sevilla și Roma). Acum, păstrând acea poziție, lupoaica pare că stă pe un plan înclinat imaginar. Statuia, în sfârșit completă, a fost din nou învelită în așteptarea inaugurării.
La ceremonia de dezvelire, primarul general al Capitalei, Sorin Oprescu a explicat că a durat atât de mult până când statuia a fost dezvelită din cauza unor discuții în legătură cu locul pe care a fost amplasată. Este vorba de discuțiile cu directorul muzeului, Ernest Oberländer Târnoveanu, care, la 11 aprilie, a declarat că lucrarea "nu va sta multă vreme" acolo, completând cu declarația "Nu sunt un puritan sau un conservator, dar statuia n-ar fi trebuit să fie ridicată aici. Calitatea artistică e îndoielnică".
Directorul Muzeului Național de Istorie, Ernest Oberländer Târnoveanu, a mai declarat că “Muzeul are mari probleme de structură, mai ales la colțuri și în partea dinspre Calea Victoriei (unde e montată statuia). De aceea, clădirea urmează să intre în consolidare la începutul anului viitor. În aceste condiții, cele 500 kg nu fac deloc bine muzeului, mai ales în zona treptelor, care și așa sunt șubrede”.

## Voci din public
- Criticul de artă Pavel Șușară este de părere că „Amplasarea este foarte bine aleasă pe treptele Muzeului de Istorie pentru că înăuntru se află și columna lui Traian. Este o mitologie care devine accesibilă, asta a fost ideea. Amplasarea mizează și pe surpriză, pentru că lumea e obișnuită ca statuile să fie în parcuri, îngrădite de un gărduț și de un gazon frumos aranjat. Acum e altceva, este o comunicare a reperului artistic cu viața reală".[18]
- Intitulată „Ofranda lui Traian” statuia nu este o operă indecentă, ci o codificare a misterului care stă la baza formării poporului român, argumenta Dan Stanca în Ziarul Lumina din 04 iunie 2012.[19]
- "Primarul Capitalei tocmai a inaugurat primul monument dedicat maidanezilor" au scris cei de la "Times New Roman". Replica a fost completată de un utilizator: "Numele inițial al statuii era: un român după ce și-a plătit taxele".[16]
- N-am văzut niciodată ceva atât de grotesc. Un lup cu cap de pitbull, coadă de șopârlă și cu o tumoare la gât, cărat de un tip care este vizibil jenat de nuditatea sa, a spus o femeie care trecea prin fața Muzeului de Istorie din București, citată de ziarul britanic The Telegraph.[20]

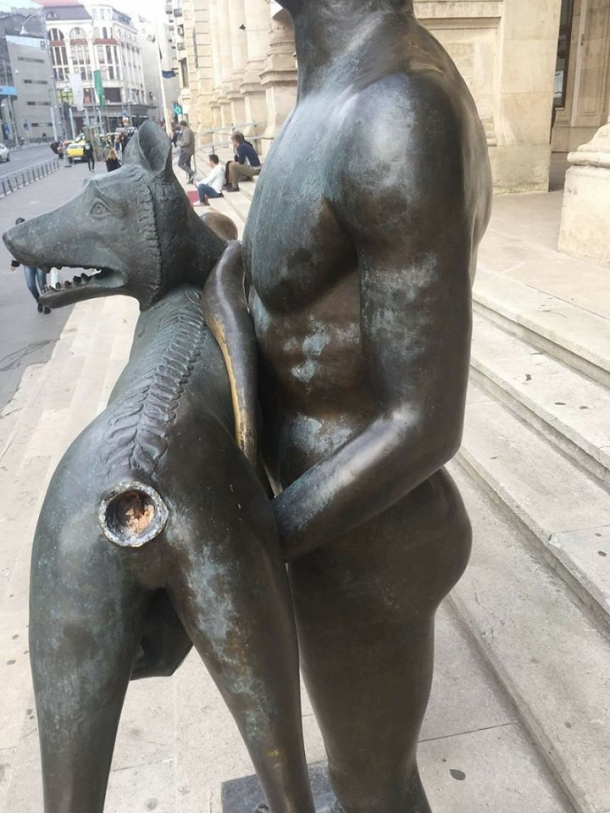
Vandalism în centrul Capitalei: Victimă a căzut celebra lupoaică a lui Traian din fața Muzeului de Istorie

## Vandalizare
Pe 29 septembrie 2017, s-a constatat că lupoaicei îi lipsește coada. A fost găsită pe jos, desprinsă din sudură. Reprezentanții muzeului cred că totul a fost un accident - cineva s-a sprijinit de monument și l-a rupt. Pe 3 octombrie, lucrările de reparare erau încheiate. Specialiștii solicitați să refacă coada desprinsă a lupoaicei au avut surpriza să constate că lucrarea de artă amplasată pe treptele Muzeului Național de Istorie a României a fost turnată de Ioan Bolborea în alamă și nu în bronz, cum prevedea contractul încheiat cu municipalitatea.
În octombrie 2018 s-a pus în discuția Comisiei Tehnice de Urbanism mutarea monumentului în Parcul Floreasca, pe un amplasament derizoriu care-i afectează grav valoarea.